# Barytarbes flavicornis
Barytarbes flavicornis là một loài tò vò trong họ Ichneumonidae.